# Кузмановић
Кузмановић је српско презиме, патроним настало од јужнословенског мушког имена Кузман, варијанте грчког Козме. Значајни људи са овим презименом су:
- Владимир Кузмановић, македонски кошаркаш српског порекла
- Здравко Кузмановић, српски фудбалер швајцарског порекла
- Данило Кузмановић, српски фудбалер
- Рајко Кузмановић, политичар босанских Срба